# Enköpings revir
Enköpings revir var ett skogsförvaltningsområde som omfattade Hagunda, Lagunda, Ulleråkers, Åsunda, Trögds, Håbo och Bro härad av Uppsala län. Reviret var uppdelat i tre bevakningstrakter (Ryda, Ekolsunds och Åsens). De allmänna skogarna inom reviret uppgick till 14 530 hektar, varav endast 216 hektar utgjordes av två kronoparker. Största delen av revirets allmänna skogar utgjordes däremot av häradsallmänningar (tolv till antalet med en areal på 8 707 hektar, från vilka inkomsterna direkt tillföll allmänningsdelägarna.